# Камницер, Питер (альтист)
Питер Камницер (англ. Peter Kamnitzer; 27 ноября 1922, Берлин — 23 февраля 2016) — американский альтист еврейского происхождения.
Вырос в Данциге в семье врача. Племянник юриста Бернхарда Камницера, заметной фигуры в политической и хозяйственной жизни города.
В 1938 г. нашёл возможность выехать в Великобританию, где в Лондоне жили его родственники. В 1941 г. оказался в США, поступил в Манхэттенскую школу музыки. С 1944 г. играл в Симфоническом оркестре Сан-Антонио. В 1947 г. отправился совершенствовать своё исполнительское мастерство в Джульярдской школе под руководством Милтона Катимса. Ещё студентом в 1949 г. занял пульт альта в новосозданном Ласалль-квартете и оставался в составе этого широко признанного камерного ансамбля вплоть до его роспуска в 1988 году. Одновременно в 1953—1988 гг. преподавал в Колледже-консерватории Цинциннати. После роспуска Ласалль-квартета вёл мастер-классы камерного ансамбля в Австрии и Израиле, входил в жюри ряда квартетных конкурсов.